# Пахомий (Симанский)
Епи́скоп Пахо́мий (Сима́нский; ок. 1709 — 5 (16) мая 1789) — епископ Русской православной церкви, епископ Устюжский и Тотемский (1766—1767), епископ Тамбовский и Пензенский (1758—1766).

## Биография
Родился приблизительно в 1709 году. Происходил из дворянского рода Симанских, и являлся дальним родственником патриарха Алексия I. Архив Симанских оказался уничтожен, и мы не знаем ни его имени в миру, ни точной даты рождения.
В 1751—1753 годах — игумен Лукиановой пустыни.
С 1753 года — архимандрит Волоколамского Иосифова монастыря.
25 мая 1758 года в Санкт-Петербургском казанском соборе хиротонисан во епископа Тамбовского и Пензенского. В июне 1758 года прибыл в епархию, застав её в полном расстройстве после 59 лет безначалия. В качестве архиерейской резиденции избрал Тамбовский Казанский мужской монастырь.
Ревностно и чётко осуществил исполнение указа императрицы Екатерины II от 1764 года о введении монастырских штатов упразднив в епархии в короткое время 13 монастырей.
Первый озаботился об открытии в Тамбове духовной семинарии, начал собирать средства необходимые на содержание семинарии (с каждого двора духовенства по 1 копейке в год), заготавливать строительные материалы.
Иван Дубасов в «Очерках из истории Тамбовского края» рисует епископа Пахомия в самых мрачных тонах:

Это был человек слишком заметный по жестокости даже в те суровые времена. Он был ласков только к посторонним лицам, в особенности к помещикам. А для духовенства епископ Пахомий был тем же, чем были в его времена некоторые суровые помещики для крепостных крестьян. Он сёк священников плетьми и заковывал их в ручные и ножные кандалы, а сыновей и дочерей их нередко дарил или продавал своим приятелям.

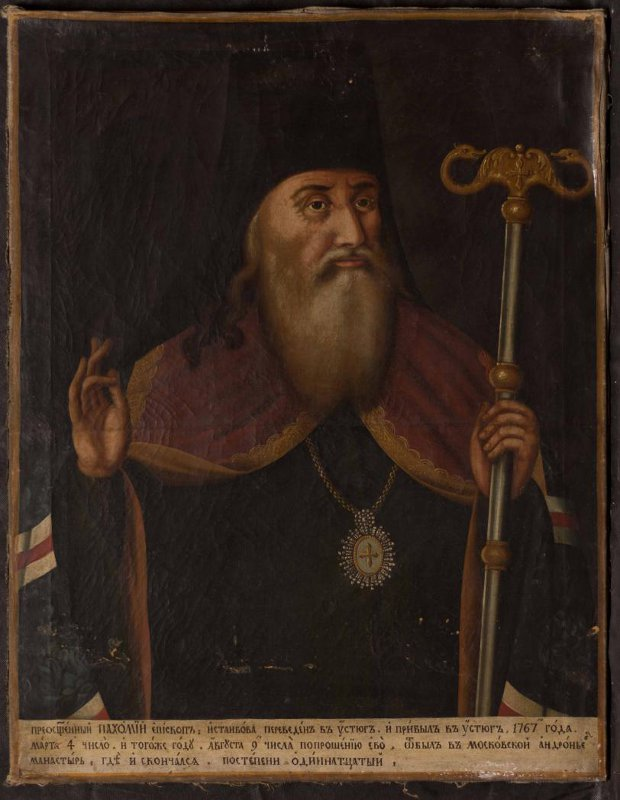
Портрет 1767 г.

Однако далеко не все историки согласны с этим. Известно, что когда вышел указ о переводе Пахомия в другую епархию, многие восприняли это как горе.
9 ноября 1766 года он был переведён из Тамбова в бедную Великоустюжскую епархию.
11 июля 1767 года уволен на покой сначала в Московский Новоспасский монастырь, а затем в Московский Спасо-Андроников монастырь, где в собственных покоях имел домовую церковь с иконостасом на холсте и портретами Петра I, Екатерины II, великого князя Павла Петровича.
Скончался 5 мая 1789 года в Спасо-Андрониевом монастыре.
Ровно 200 лет спустя останки епископа Пахомия (Симанского) были найдены, идентифицированы и преданы повторно погребению (впервые в советской практике!) во время археологических раскопок под научным руководством профессора Олега Ульянова, благодаря которым состоялось возрождение литургической жизни в древнейшем Спасском соборе Андроникова монастыря, близ которого был погребён 17 октября 1428 года преподобный Андрей Рублев.